# Hamtaro: Ham-Ham Heartbreak
Hamtaro: Ham-Ham Heartbreak (とっとこハム太郎3 ラブラブ大冒険でちゅ?, Tottoko Hamutarō 3 - Rabu Rabu Daibōken Dechi~yu, lett. "Hamtaro 3: La grande avventura d'amore degli Ham-Hams"), in italiano nella schermata introduttiva come Hamtaro: Cuore batticuore, è un videogioco d'avventura appartenente al franchise di Ritsuko Kawai Hamtaro, uscito su Game Boy Advance in Giappone nel 2002 e nel resto del mondo nel 2003. Come per i precedenti due capitoli (il primo non è mai giunto in Occidente) è sviluppato da Pax Softnica e pubblicato da Nintendo.

## Trama
Durante una splendida giornata, Hamtaro fa un incubo in cui vede Birbo, un criceto malvagio sembrante un diavolo, che ha promesso di chiudere ogni relazione sentimentale tra gli Ham-Hams. Una volta sveglio ne parla con l'amico e capo Boss, poi quest'ultimo gli dice di aver bisogno di un favore. E proprio mentre scende le scale della Clubhouse, Hamtaro cade accidentalmente in un secchio d'acqua e bagna il dizionario delle Ham-Chat, che perde quasi tutte le frasi in esso contenute. Dopo averlo consolato Boss informa Hamtaro che Bijou se ne è andata, perciò gli chiede se può andare a cercarla per assicurarsi che stia bene. A questo punto Hamtaro si mette alla ricerca della sua cara amica, sperando che quel sogno che aveva fatto sia premonitore.

## Modalità di gioco
Il gameplay di Hamtaro: Ham-Ham Heartbreak è pressoché analogo a quello del gioco precedente, e introduce in esso (se si esclude la Clubhouse) sei nuovi diversi luoghi. Nei panni di Hamtaro insieme alla ora partner Bijou, il giocatore li esplora ovunque col solo scopo di cercare gli altri Ham-Hams, con i quali prova ad instaurare un buon rapporto esprimendo dei gesti, tramite la selezione di una delle parole Ham-Chat. In alcuni casi si devono chiarire anche delle questioni amorose tra costoro, la cui ricompensa è ripagata in dell'accumulo minimo di energia nel metro dell'amore, che serve per contrastare il piano di Birbo di distruggere l'amore nel mondo.
I due protagonisti interagiscono con l'ambiente circostante da poter risolvere eventuali enigmi che aiutano a trovare determinati criceti, grazie ai quali il dizionario delle Ham-Chat, man mano che l'avventura prosegue, diventa sempre più fornito di parole nuove utili a risolvere altre situazioni. I luoghi inizialmente esplorabili sono due, Cima Sole e la Clubhouse, quest'ultima la dimora di Boss nonché ritrovo degli Ham-Hams, dove si possono avere consigli dagli altri criceti presenti (tra cui Lucina, la controparte di Birbo). In più vi si svolgono attività ricreative come provare nuovi vestiti in uno studio fotografico e giocare al riconfermato minigioco "Ham-Jam".
Un inventario a propria disposizione permette di conservare determinati oggetti raccolti in giro, tra questi i soliti semi di girasole, sfruttabili come monete per acquistare accessori per la personalizzazione di vari elementi meramente estetici. Infine, un altro importante fattore per la riempitura del suddetto metro riguarda il collezionismo di gemme, ricavate da semplici pietre (il lavoro per lo strofinamento avviene alla Clubhouse).